# 8799 Barnouin
8799 Barnouin este un asteroid din centura principală de asteroizi.

## Descriere
8799 Barnouin este un asteroid din centura principală de asteroizi. A fost descoperit pe 2 martie 1981 la Siding Spring de Schelte J. Bus. Asteroidul prezintă o orbită caracterizată de o semiaxă mare de 2,58 ua, o excentricitate de 0,13 și o înclinație de 4,4° în raport cu ecliptica.